# 真樹日佐夫
真樹 日佐夫（まき ひさお、1940年〈昭和15年〉6月16日 - 2012年〈平成24年〉1月2日）は、日本の漫画原作者・小説家・空手家。本名：高森 真土（たかもり まつち）。
世界空手道連盟真樹道場宗師 キックボクシング真樹ジム会長。株式会社真樹プロダクション代表取締役、元極真会館本部道場師範代、元マス大山カラテスクール責任者。元ビッグマウス・ラウド特別顧問。NPO・アジア地域戦没者慰霊協会名誉顧問。映画・Vシネマの企画プロデュースや、格闘技のイベント興行・マッチメイクも不定期ながら手がけていた。
ペンネームは、高森3兄弟の本名の名前の部分を梶原のアイデアで作った合成名である。梶原の「朝樹」と「真土」の部分を半分にして氏名の「真樹」。「日佐夫」は三男「日佐志」の名を「日佐夫」とゴロよく「志」を「夫」として「真樹日佐夫」。

## 来歴
東京市渋谷区穏田出身。兄は漫画原作者の梶原一騎。東京都立小山台高等学校在学中、都内で空き巣狙いを繰り返し、警察に逮捕されて1か月余りを保土ヶ谷鑑別所で過ごした（このとき母は担当刑事から共犯者の存在を示唆され、梶原に疑いの目を向けた）。これとは別に、傷害・器物損壊・恐喝・窃盗・暴力行為などの容疑で警視庁蒲田署に逮捕され、東京少年鑑別所から八街中等少年院に送られたこともある。少年院では男色行為に及んだこともあると発言している。保土ヶ谷鑑別所に送られた段階で小山台高等学校は放校になったが、八街中等少年院で勉学に励み、2度目の受検で大検に合格。早稲田大学第一文学部英文科を中退したと自称していたが、弟の高森日佐志が書いた『昭和兄弟模様』には、真樹が早稲田大学に入学したとは書かれていない。梶原一騎の紹介で極真会館に入門し、大山倍達と義兄弟の契りを結ぶ。
極真会館東京渋谷支部長や通信教育部門「マス大山カラテスクール」での指導を経て、弐段位にあった1977年（昭和52年）より、総本部第3代師範代になった。大山倍達から機関誌『近代カラテ』の発行を移管され、誌名を『現代カラテマガジン』に変えて刊行していた。この頃、道場生だった麻原彰晃によく稽古をつけていた。1978年に主演した東映映画『カラテ大戦争』では、別人が声を吹き替えた。本人曰く「なにせこの声だからねえ（笑）」とのこと。1980年（昭和55年）には、独自の門派真樹道場を設立する。世界空手道連盟士道館の添野義二館長より、士道館名誉伍段を与えられている。
空手と同時に、劇作家・漫画原作者として『ワル』などを手がける。作家としてのペンネームは高森真士（たかもり しんじ）。この筆名で書いた「凶器」にて、1968年（昭和43年）のオール讀物新人賞受賞。また2000年（平成12年）には、『兄貴』でJLNA文学賞特別賞受賞。梶原との共同作品の際は、正木亜都（まさき あと）というペンネームを用いた。近年は、コアマガジンの『実話マッドマックス』の誌面に度々登場しており、『ブブカ』では連載も担当。『タイガーマスク・ザ・スター』『新☆四角いジャングル』『新空手バカ一代―格闘者』など兄の梶原のヒット作をリバイバルした作品も多々ある。
2011年初頭に話題となった『タイガーマスク運動』に際しても「（兄）梶原一騎があの世から姿を変えて、この世に伊達を遣わせているんじゃなかろうか」と語り、名も知らぬ“伊達直人”に感謝の念を語っていた。同年、『サンデージャポン』のサンジャポファミリーとしてVTR出演。
2012年1月2日、趣味であるヨットセーリングを楽しむべく、神奈川県の逗子マリーナにある自身所有のヨットへ乗船しようとした際に倒れ、病院に救急搬送されたものの、そのまま帰らぬ人となった。71歳没。真樹の死因は急性肺炎と発表された。2011年末から体調を崩しており、本人も周囲も風邪と認識していたという。メディアへの登場は、ムック誌『KUROOBI』での長谷川一幸との対談が最後になった。没後に開かれた真樹日佐夫を偲ぶ会には多くの格闘技・空手界関係者が参列に駆けつけ、日頃敵対関係にある極真諸派の代表も参列した。芦原会館とは芦原英幸が梶原一騎の逮捕後に距離を置き、新宿で道場が隣接したため関係が悪化していたが、芦原の死後、真樹が芦原に関して好意的なコメントをしていたため、2代目英典からは献花が送られた。

## 人物
- ミネラルウォーターを愛飲しており、健康増進とダイエットに効果があることを多方面に語っていた。
- 組手や稽古時以外は片時もサングラスを外さず（目の保護のため）、常にガムを噛んでいた。
- 生涯身体の鍛錬を怠らず、ヒンズースクワットなど還暦を過ぎた頃も数百回以上をこなしていた。

## 著書
- 『世界の謎と恐怖』 1972年（昭和47年）、秋田書店
- 『極真カラテ27人の侍』 1986年（昭和61年）、サンケイ出版
- 『あしたのジョーばらあど』 1986年（昭和61年）、サンケイ出版　梶原一騎との合作、正木亜都名義
- 『荒野に一騎咆ゆ』 1987年（昭和62年）、日本文芸社
- 『大山倍達との日々 ― さらば、極真カラテ!』 1990年（平成2年）、ペップ出版
- 『「ケンカ」の聖書（バイブル） 一般市民のための護身術実践ハンドブック』 1995年（平成7年）、翔泳社
- 『大山倍達伝説の血闘十番勝負』 1996年（平成8年）、飯倉書房
- 『兄貴 - 梶原一騎の夢の残骸』 1997年（平成9年）、飯倉書房
- 『すてごろ懺悔 - あばよ、青春』 2000年（平成12年）、フル・コム
- 『マッキーに訊け！』 2001年（平成13年）、ぴいぷる社
- 『無比人』 2004年（平成16年）、東邦出版
- 『格闘家は女々しい奴が9割』 2007年（平成19年）、東邦出版
- 『真樹日佐夫の百花繚乱交遊録』 2009年（平成21年）、東邦出版
- 『哀しき空手王』 2010年（平成21年）、東邦出版
- 『ああ五十年 身に余る』 2011年（平成22年）、東邦出版

### 漫画原作
- 『ワル』（画：影丸穣也）
- 『けものみち』（画：影丸穣也）
- 『野獣の街』（画：影丸穣也）
- 『のら犬の丘』（画：石井いさみ）
- 『おんな教師』（画：上村一夫）
- 『ゆーとぴあ』（画：上村一夫）
- 『令嬢レスラー』（画：中野喜雄）
- 『女子レスラー 炎の身上書』
- 『炎のファイター』（画：佐藤まさあき）
- 『とべない翼』（画：梅本さちお）
- 『雲をけとばせ！』（画：荘司としお）
- 『すてごろ専科』（画：石井いさみ）
- 『軍用犬ヤマト』（画：桑田次郎）
- 『拳銃王子』（画：南波健二）
- 『さすらい獣』（画：川本コオ）
- 『風雲プロレス30年 力道山からタイガーマスクまで』（画：森村たつお）
- 『プロレス悪役シリーズ』（画：一峰大二）
- 『六本木ソルジャー 喪服の探偵』（画：風忍）
- 『タイガーマスク・ザ・スター』（画：風忍）
- 『カラテいのち』（画：西岡たか史）
- 『世紀末のメス シルバー』（画：武本サブロー）
- 『ファミリー』（画：木村栄志）
- 『愛しのOYAJI』（画：影丸穣也）
- 『スターダム』（画：ひであきR）
- 『新☆四角いジャングル』（画：峰岸とおる）
- 『角帽ジョー』（画：おがわやすを）
- 『虎戦士への道 ― 四代目タイガーマスクの挑戦!! 』（画：しもさか保）

### ノベライズ
- ウルトラQ 第1回 - 第13回（ぼくら連載、1965年 - 1966年）[13]
- 『小説 あしたのジョー』『続 小説 あしたのジョー』『完結篇 小説 あしたのジョー』(1980年 ヘラルド出版)

### 高森真士名義の著書
- 『兇器』 1968年（昭和43年）
- 『割れた虚像』 1969年（昭和44年）
- 『カラテ』 1978年（昭和53年）
- 『白昼に舞う必殺拳』 1984年（昭和59年）
- 『格闘者黎明の死闘 ― 長編バイオレンス』 1984年（昭和59年）
- 『新宿魔拳街』 1989年（平成元年）
- 『黒服純情拳』
- 『格闘者〜落日のストリートマッチ』
- 『猛き日々よ（上）ヨコハマ懺悔、（下）えんぴつ無頼』
- 『護衛拳』
- 『新宿魔拳街 〜 吊るされた女』
- 『命の拳（カラテ）』
- 『血と骨』
- 『烙印』
- 『新空手バカ一代 ― 格闘者』 2003年（平成15年）
- 『渾身のシニア』 2006年（平成18年）

### 原作の実写映画化
- 『ワル』シリーズ

- 『すてごろ 梶原三兄弟激動昭和史』（原作は『兄貴 - 梶原一騎の夢の残骸』『すてごろ懺悔 - あばよ、青春』真樹日佐夫役は哀川翔、梶原一騎役は奥田瑛二、大山倍達役は真樹）
- 『新空手バカ一代 格闘者』（永井大主演）
- 『六本木ソルジャー』（佐山聡主演）
- 『野獣伝説』（桑名正博主演）
- 『SILVER シルバー』（桜庭あつこ主演）
- 『FAMILY』（岩城滉一、加勢大周、木村一八主演）
- 『真説 タイガーマスク』（哀川翔主演）
- 『無比人』（菊田早苗主演）
- 『愛しのOYAJI』（小沢仁志主演）
- 『新☆四角いジャングル』（棚橋弘至主演）

## 出演
映画
- けんか空手 極真拳 （1975年、東映） - 近江四段
- カラテ大戦争（1978年） - 主演・大神達矢
- 地上最強のカラテ シリーズ
- 踊るやくざ YAKUZA-MAN参上！（特別出演）

オリジナルビデオ
- BLOOD TWO EAGLE（1998年）
- 実録・安藤組外伝 地獄道（2001年、製作：真樹日佐夫、監修：安藤昇） - 二代目練道会最高顧問 牧丈治
- 実録・柳川組 柳川次郎伝説 完結（2003年、原案・脚本・監修：真樹日佐夫）
- 実録・竹中正久の生涯 荒らぶる獅子 後篇 （2003年） - 松岡組組長 樫村忠義
- 最後の神農（テキヤ）（2004年） - 角源連合会山影一家七代目総長 江川剛
- Run2U コリアン・コネクション（2004年、企画: 真樹日佐夫）
- 修羅の門（2005年）
- 実録・東声会 初代・町井久之 暗黒の首領（2006年） - 興行会の首領 新島新作（竜道山の後ろ盾）
- 探偵物語（2007年）
- 龍司 K（キング）-1を目指した男（2007年）
- 愛しのOYAJI 激突編（2008年）
- 新☆四角いジャングル 虎の紋章（2010年） - 主演

テレビ
- 愛と誠（1974年、東京12チャンネル） - 高原由紀の義父
- BAZOOKA!!!（2011年11月BS、スカパー） - 最後のテレビ出演であったと思われる。